# Cubbies (Sportart)
Cubbies (auch Cuppies genannt) ist ein Spiel aus England, das heute in Teilen Großbritanniens und Schwedens gespielt wird. 
Das Spiel braucht einen Fußball (meist nach FIFA Norm) und ein Tor. Ein Mitspieler muss sich zum Torwart bereit erklären und versuchen, die Bälle zu halten. Gespielt wird jeder gegen jeden, wobei in einer vielgebrauchten Variante die Feldspieler Paare bilden (Wembley Pairs).
Gespielt wird in Runden, wobei jedes Paar in jeder Runde eine gewisse Zahl an Tortreffern erzielen muss, um in die nächste Runde zu kommen. In jeder Runde scheidet jenes Paar aus, das als letzte die nötige Torzahl nicht erreichen konnte, während die anderen Paare dies geschafft hatten. Es werden solange Runden ausgetragen, bis nur ein Paar übrigbleibt, während alle anderen ausgeschieden sind.
Das Spiel ist populär als Trainingsvariante im Breitensport des englischen Fußballs. Im Vergleich mit dem originalen Fußball ist es physisch anstrengender und fördert die Fähigkeiten zum Dribbling und Ballhalten.
In England ist es auch unter Schulkindern beliebt, da es keine zwingende Zahl der Mitspieler fordert oder beschränkt. Cubbies Turniere wurden nie ausgetragen, Pläne in Liverpool wurden gestoppt, da keine genauen Regeln für das sonst recht anarchische Spiel aufgestellt werden konnten.